# Ruben Patterson
Ruben Nathaniel Patterson (Cleveland, 31 luglio 1975) è un ex cestista statunitense che giocava come ala piccola o guardia.

## Caratteristiche tecniche
Ala piccola utilizzato talvolta anche come guardia, Patterson era un giocatore atletico e potente, noto per l'intensità difensiva e l'approccio fisico al gioco. Si autodefinì "Kobe Stopper" per la sua presunta capacità di marcare efficacemente Kobe Bryant.

## Carriera
Dopo un'infanzia difficile, segnata dalla dipendenza da droghe da parte di entrambi i genitori e di una sorella, e dalla detenzione del padre, Patterson visse principalmente con la madre, Charlene Patterson, che morì per un infarto mentre lui frequentava la University of Cincinnati. Iniziò la carriera universitaria all'Independence Community College, nella cittadina di Independence, in Kansas, prima di trasferirsi alla stessa University of Cincinnati, dove si mise in evidenza tra il 1996 e il 1998 con due stagioni da 13,7 e 16,5 punti di media.
Patterson fu scelto nel secondo giro del Draft NBA 1998 (31ª scelta assoluta) dai Los Angeles Lakers. Tuttavia, a causa del lockout che colpì l'NBA, iniziò la stagione 1998-1999 nel campionato greco con l'AEK Atene, dove registrò una media di 12,6 punti e 3,6 rimbalzi in 19 partite. Con la ripresa della stagione NBA, abbreviata e disputata tra febbraio e maggio, scese in campo con i Lakers in 24 partite di regular season (6,0 minuti di media) e in tre gare dei play-off.
Lasciò i Los Angeles Lakers come free agent il 10 agosto 1999 per trasferirsi ai Seattle SuperSonics, dove si contraddistinse per le sue doti difensive e per le buone percentuali di tiro, con un 53,6% dal campo, quasi esclusivamente su tiri da due punti, che gli valsero il quarto posto nella lega per percentuale dal campo in quella stagione. Terminò quell'annata con una media di 11,6 punti a partita. Nella sua seconda stagione a Seattle partì titolare in 74 delle 81 partite, risultando il terzo miglior realizzatore della squadra con 13,6 punti di media.
Il 2 agosto 2001 passò ufficialmente ai Portland Trail Blazers, nonostante nel maggio precedente fosse stato condannato a un anno di carcere per tentata violenza sessuale, con gran parte della pena sospesa. In precedenza, durante il biennio a Seattle, venne anche accusato di aver rotto la mascella a un uomo all'esterno di un club a Cleveland. Durante il secondo anno a Portland, in una squadra soprannominata "Jail Blazers" a causa dei numerosi problemi extra-campo di diversi giocatori, Patterson subì una frattura all'orbita oculare sinistra dopo essere stato colpito in faccia dal compagno Zach Randolph durante un allenamento: l'aggressione avvenne mentre Randolph cercava di intervenire in una discussione tra Patterson e il rookie Qyntel Woods. Randolph venne sospeso per due partite e multato di 100 000 dollari.
Nel novembre 2005 Patterson fu sospeso temporaneamente dai Trail Blazers dopo aver protestato in modo acceso con l'allenatore Nate McMillan ed essersi rifiutato di rientrare in campo, lamentando lo scarso minutaggio. Richiese anche di giocare almeno 25 minuti a partita o di essere ceduto. La sua parentesi a Portland durò circa quattro stagioni e mezzo, durante le quali la sua media punti oscillò tra 6,9 e 11,6 punti a partita, affiancata da un contributo regolare in termini di assist e rendimento difensivo.
Nel febbraio 2006, considerati anche i fatti pregressi, Patterson fu ceduto ai Denver Nuggets insieme a Reggie Evans, Charles Smith e un'eccezione temporanea al tetto salariale in cambio di Voshon Lenard, Bryon Russell, Earl Watson, una scelta del secondo giro del draft 2008 (di proprietà di Denver) e denaro. Con la nuova squadra disputò 26 partite nella rimanente parte di stagione,
Nell'agosto 2006 passò ai Milwaukee Bucks in cambio di Joe Smith. In quella che si rivelò essere la sua unica stagione a Milwaukee, in una squadra colpita da numerosi infortuni, Patterson fece registrare le migliori statistiche della sua carriera: 14,7 punti, 2,9 assist, 5,4 rimbalzi e 31,0 minuti di media a partita, con il 54,8% al tiro dal campo.
Il 29 agosto 2007 firmò con i Los Angeles Clippers, ma la permanenza fu breve visto che venne tagliato dal roster già il 13 dicembre dello stesso anno. 
Si trattò della sua ultima esperienza in NBA.
Nel 2009 si accordò con il club libanese del Champville per giocare nel campionato libanese.

## Statistiche

### College
| Anno      | Squadra             | PG | PT | MP   | TC%  | 3P%  | TL%  | RP  | AP  | PRP | SP  | PP   |
| --------- | ------------------- | -- | -- | ---- | ---- | ---- | ---- | --- | --- | --- | --- | ---- |
| 1996-1997 | Cincinnati Bearcats | 31 | 26 | 23,3 | 54,8 | 28,2 | 60,4 | 5,6 | 1,4 | 1,1 | 0,3 | 13,7 |
| 1997-1998 | Cincinnati Bearcats | 19 | 14 | 27,9 | 47,2 | 26,9 | 60,2 | 6,3 | 2,2 | 1,2 | 0,6 | 16,5 |
| Carriera  | Carriera            | 50 | 40 | 25,1 | 51,5 | 27,4 | 60,3 | 5,9 | 1,7 | 1,1 | 0,4 | 14,8 |

### NBA

#### Regular Season
| Anno      | Squadra             | PG  | PT  | MP   | TC%  | 3P%  | TL%  | RP  | AP  | PRP | SP  | PP   |
| --------- | ------------------- | --- | --- | ---- | ---- | ---- | ---- | --- | --- | --- | --- | ---- |
| 1998-1999 | L.A. Lakers         | 24  | 2   | 6,0  | 41,2 | 16,7 | 71,0 | 1,3 | 0,1 | 0,2 | 0,1 | 2,7  |
| 1999-2000 | Seattle S.Sonics    | 81  | 74  | 25,9 | 53,6 | 44,4 | 69,2 | 5,4 | 1,6 | 1,2 | 0,5 | 11,6 |
| 2000-2001 | Seattle S.Sonics    | 76  | 22  | 27,1 | 49,4 | 5,6  | 68,1 | 5,0 | 2,1 | 1,4 | 0,6 | 13,0 |
| 2001-2002 | Portland T. Blazers | 75  | 13  | 23,5 | 51,5 | 25,0 | 70,1 | 4,0 | 1,4 | 1,1 | 0,5 | 11,2 |
| 2002-2003 | Portland T. Blazers | 78  | 17  | 21,2 | 49,2 | 15,0 | 62,7 | 3,4 | 1,3 | 0,9 | 0,4 | 8,3  |
| 2003-2004 | Portland T. Blazers | 73  | 1   | 22,6 | 50,6 | 16,7 | 55,3 | 3,7 | 1,9 | 1,2 | 0,3 | 6,9  |
| 2004-2005 | Portland T. Blazers | 70  | 36  | 28,0 | 53,1 | 8,0  | 59,9 | 3,9 | 2,0 | 1,5 | 0,3 | 11,6 |
| 2005-2006 | Portland T. Blazers | 45  | 2   | 23,5 | 49,6 | 0,0  | 61,1 | 3,4 | 1,3 | 0,9 | 0,3 | 11,4 |
| 2005-2006 | Denver Nuggets      | 26  | 20  | 28,3 | 54,3 | 16,7 | 58,0 | 3,5 | 2,6 | 1,3 | 0,3 | 13,2 |
| 2006-2007 | Milwaukee Bucks     | 81  | 53  | 31,0 | 54,8 | 15,8 | 64,1 | 5,4 | 2,9 | 1,4 | 0,3 | 14,7 |
| 2007-2008 | L.A. Clippers       | 20  | 5   | 16,4 | 45,3 | 0,0  | 55,8 | 3,2 | 0,9 | 1,1 | 0,4 | 5,1  |
| Carriera  | Carriera            | 649 | 245 | 24,6 | 51,7 | 17,9 | 64,1 | 4,2 | 1,8 | 1,2 | 0,4 | 10,7 |

#### Playoffs
| Anno     | Squadra             | PG | PT | MP   | TC%  | 3P% | TL%  | RP  | AP  | PRP | SP  | PP   |
| -------- | ------------------- | -- | -- | ---- | ---- | --- | ---- | --- | --- | --- | --- | ---- |
| 1999     | L.A. Lakers         | 3  | 0  | 1,7  | 0,0  | -   | -    | 0,0 | 0,0 | 0,0 | 0,0 | 0,0  |
| 2000     | Seattle S.Sonics    | 5  | 0  | 16,8 | 53,8 | 0,0 | 86,7 | 3,0 | 0,4 | 0,6 | 0,4 | 8,2  |
| 2002     | Portland T. Blazers | 3  | 0  | 21,7 | 33,3 | 0,0 | 75,0 | 2,3 | 0,3 | 1,0 | 0,3 | 5,3  |
| 2003     | Portland T. Blazers | 7  | 0  | 22,1 | 48,1 | 0,0 | 69,0 | 3,7 | 1,6 | 0,6 | 0,1 | 10,0 |
| 2006     | Denver Nuggets      | 4  | 1  | 14,5 | 52,9 | -   | 40,0 | 1,5 | 0,8 | 0,3 | 0,0 | 5,0  |
| Carriera | Carriera            | 22 | 1  | 16,7 | 47,7 | 0,0 | 71,9 | 2,5 | 0,8 | 0,5 | 0,2 | 6,7  |